# 지부티의 코로나19 범유행
다음은 지부티의 코로나19 범유행 현황에 대한 설명이다.

## 배경
지부티에는 중화인민공화국, 프랑스, 이탈리아, 일본, 미국을 포함한 몇몇 주요 강대국들이 군사력을 보유하고 있다. 이 나라의 최초 확인된 사건은 스페인군의 일원이었으며, 부대 전체가 지부티의 프랑스군 기지에 격리되었다.

## 정부 대응
3월 15일, 지부티는 3월 18일부터 모든 상업 여객기 운항이 중단될 것이라고 발표했다. 열차도 3월 20일에 정차했다. 세계보건기구(WHO)는 지부티에게 개인 보호장비를 제공했다. 정부는 3월 19일과 22일 각각 모든 학교와 예배 장소의 폐쇄를 발표했다. 전국적인 폐쇄가 3월 23일에 처음 발표되었고 점차적으로 5월 8일까지 연장되었다.

## 같이 보기
- 아프리카의 코로나19 범유행
- 나라별 코로나19 범유행